# Peucedanum tauricum

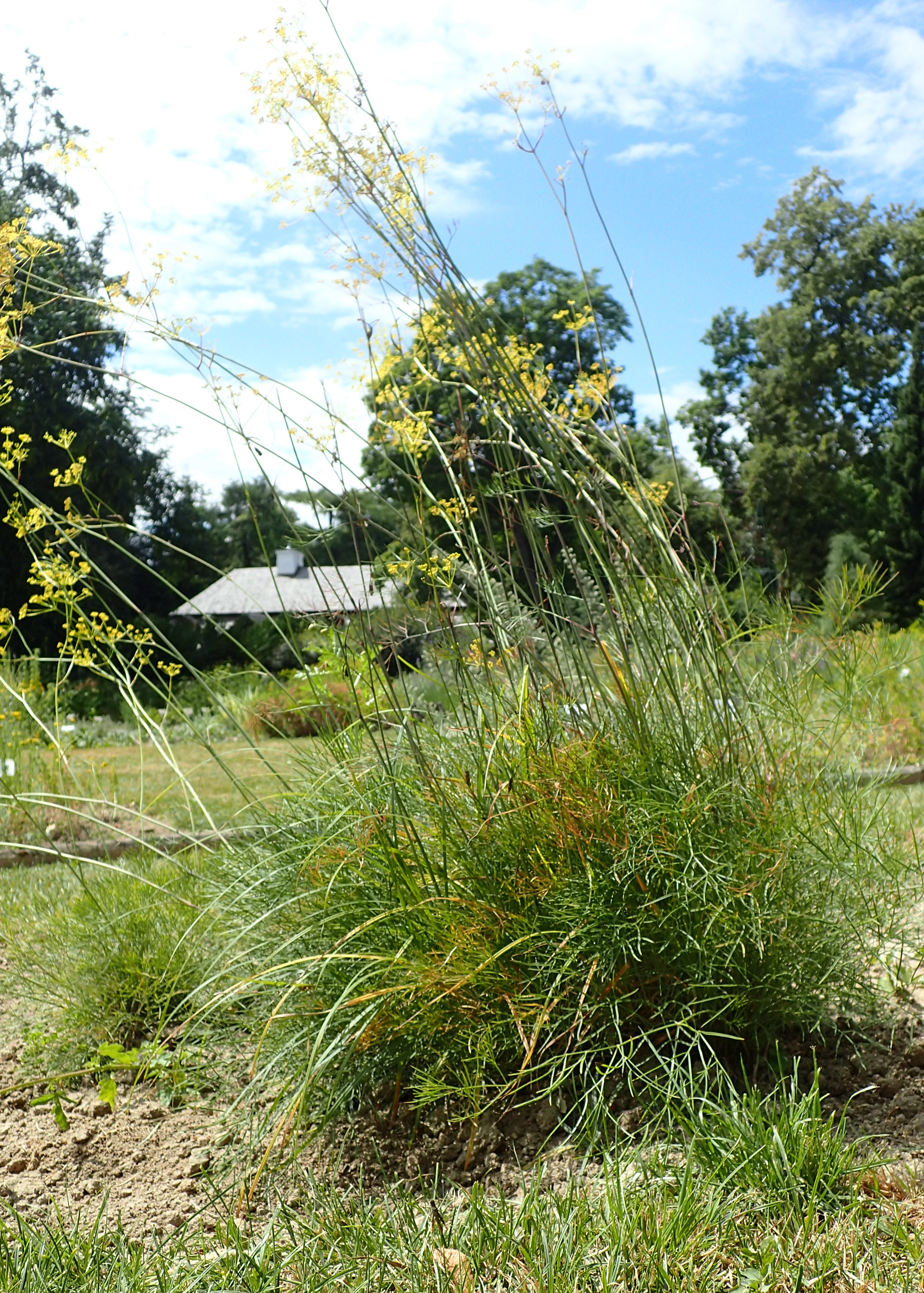
Peucedanum tauricum

Peucedanum tauricum är en flockblommig växtart som beskrevs av Friedrich August Marschall von Bieberstein. Peucedanum tauricum ingår i släktet siljor, och familjen flockblommiga växter. Inga underarter finns listade i Catalogue of Life.